# Pramaggiore
Pramaggiore (friülès Pramaiôr) és un municipi italià, dins de la ciutat metropolitana de Venècia, però que històricament forma part del Friül. L'any 2007 tenia 4.507 habitants. Limita amb els municipis d'Annone Veneto, Chions (PN), Cinto Caomaggiore, Portogruaro i Pravisdomini (PN). El 26 i 27 de març de 2006 va celebrar un referèndum per a canviar els límits regionals i passar a la província de Pordenone, però el resultat fou negatiu a causa de l'alt quòrum exigit.

## Administració
| Període | Identitat     | Partit      |
| ------- | ------------- | ----------- |
| 2008-   | Igor Visentin | centredreta |